# Kopiec Adama Mickiewicza w Sanoku
Kopiec Adama Mickiewicza – kopiec położony na terenie parku miejskiego im. Adama Mickiewicza w Sanoku, na szczycie Góry Parkowej (364 m n.p.m.).

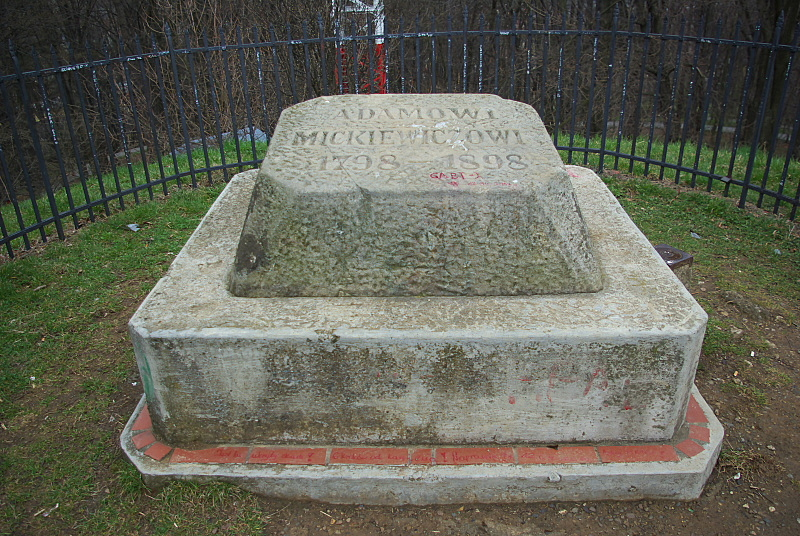
Pomnik na szczycie kopca

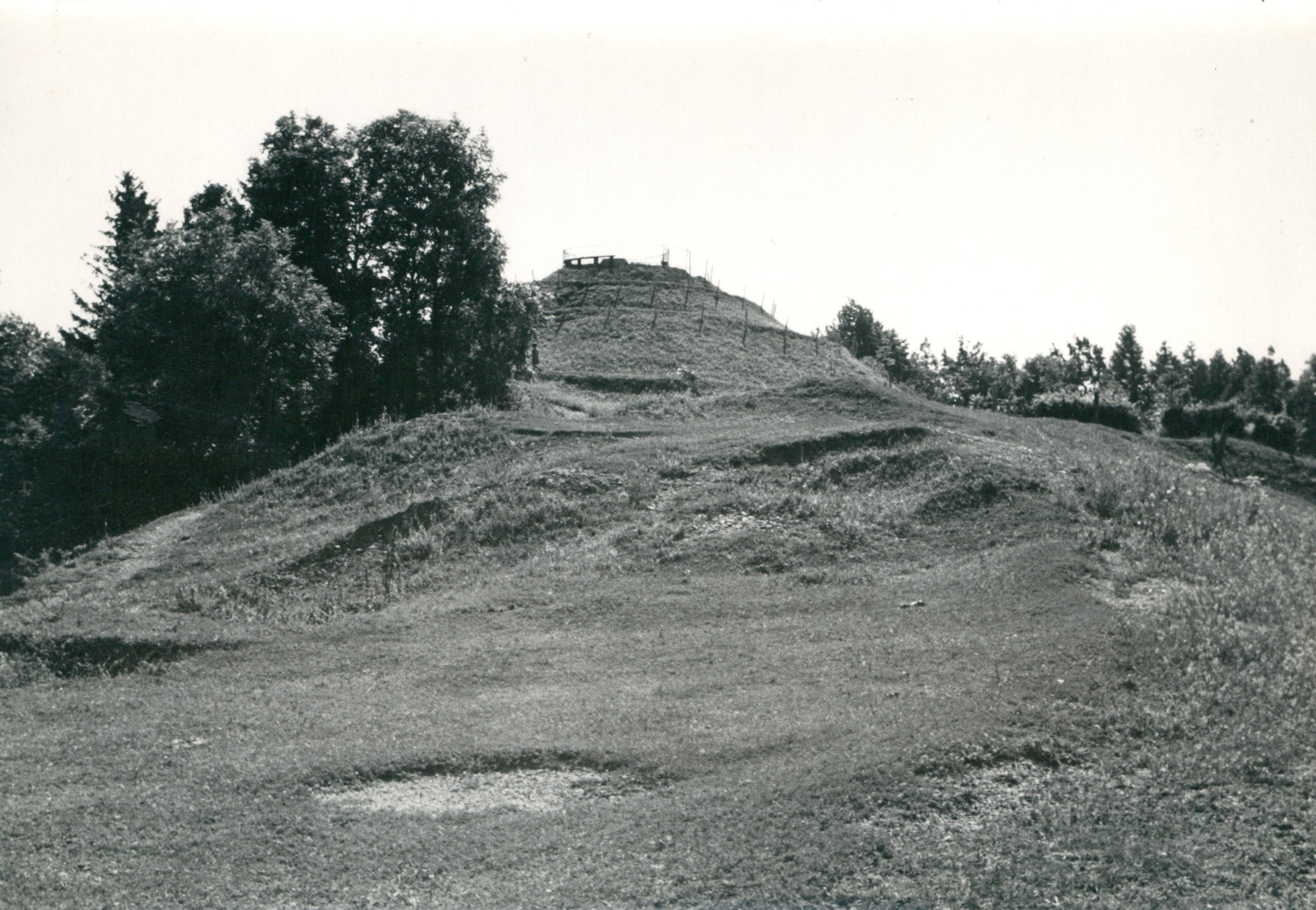
Widok kopca przed 1936

## Historia
Sypanie kopca zostało rozpoczęte w 1898 roku (setna rocznica urodzin Adama Mickiewicza). Wówczas powstał niewielkich rozmiarów kopiec. 
Następnie, z inicjatywy profesora gimnazjalnego Józefa Tomasika, jego objętość została powiększona przez młodzież szkolną na początku XX wieku; w tym celu w 1903 został zawiązany komitet obywatelski prowadzący zbiórkę na rzecz wzmocnienia i powiększenia kopca (prezesem był urzędnik oddziału budowniczego starostwa powiatu sanockiego inż. Wiktor Bronikowski, zastępcą prezesa prof. Józef Tomasik, sekretarzem i skarbnikiem prof. Antoni Bielak), w połowie 1905 komitet powstały celem naprawy kopca nabył teren przy kopcu, należący do p. Tebinkowej. Prace rozpoczęto 27 września 1905 (uczestniczyli w nich dobrowolnie mieszkańcy, w tym gimnazjaliści oraz uczennice sanockiego seminarium żeńskiego i szkoły wydziałowej, a pracę zainaugurował symbolicznie dyrektor sanockiego gimnazjum, Włodzimierz Bańkowski), przebiegały nieregularnie z uwagi na malejący zapał gimnazjalistów, trwały do 1910.
Pierwotnie istniało zagrożenie, że sypany kopiec stoczy się w przepaść, jako że w planowanym miejscu jego utworzenia profesor gimnazjalny Antoni Kwiatkowski posadził dąb (który nie przetrwał), wobec czego kopiec przesunięto nad przepaść i 1906 był poprawiany. Prace sypania kopca zostały ukończone w 1912.
W pierwszych latach XX wieku młodzież gimnazjalna corocznie w przeddzień uroczystości 3 Maja gromadziła krzewy jałowca zebrane na okolicznych Glinicach, po czym usypany stos paliła jako ognisko przy kopcu, zaś najwybitniejszy orator z grona działających w konspiracyjnym ruchu uczniów wygłaszał patriotyczne przemówienie.

## Współczesność
W pierwszej poł. XX wieku na szczycie kopca zainstalowana była wieża triangulacyjna.
Wysokość kopca wynosi 9 m, a średnica podstawy kopca wynosi: 35 m. 
Na jego szczycie znajduje się otoczony ogrodzeniem betonowy postument z inskrypcją "Adamowi Mickiewiczowi 1798-1898".
Edmund Słuszkiewicz napisał wiersz pamiątkowy pt. Kopiec Adama Mickiewicza.